# 范祖尧
范祖尧（1924年—2015年5月31日），男，江苏吴江人，中国结构力学专家，曾任上海交通大学教授、博士生导师。